# 前方舌根性
前方舌根性（ぜんぽうぜっこんせい、英: Advanced tongue root、略称: ATR）は、弁別的素性のひとつで、舌全体を前に動かすことによって咽頭を広げることをいう。
逆に、舌根を後方に動かして咽頭をせばめることを後方舌根性 (retracted tongue root、RTR) と呼ぶ。

## 特徴
母音の音色を決めるのに、高さ・後舌性・円唇性に加えて言語によっては前方舌根性が働く。
音響的には前方舌根性をもつ母音は高い周波数成分が強くなり、「明るい」(brighter)音色に響く。
アラビア語などの咽頭音や咽頭化子音は咽頭にせばめを作るため後方舌根性をともない、後続の母音の音色にも影響を与える。
国際音声記号では下つきの符号を使って、前方舌根性を[e̘]のように左向き、後方舌根性を[e̙]のように右向きのタックで表す。

## 言語例
前方舌根性でよく知られるのは西アフリカのアカン語やイボ語などの母音である。また、これらの言語には母音調和があり、母音が前方舌根かどうかで2つのグループに分かれ、ひとつの語には原則として片方のグループの母音しか出現しない。イボ語には8つの母音があり、以下のように分かれる。
| 前方舌根(+ATR) | i̘ | e | u̘ | o̘ |
| 後方舌根(-ATR) | i̙ | a | u̙ | o̙ |

表記上の習慣として、前方舌根性の記号のかわりに伝統的な母音記号を使って、-ATR の[i̙ u̙ o̙]を[ɪ ʊ ɔ]のように表すこともある。
アカン語では狭母音と中央母音が2つのグループに分かれる。
| 前方舌根(+ATR) | i̘ | e̘ | u̘ | o̘ |
| 後方舌根(-ATR) | i | e | u | o |

ただし、ピーター・ラディフォギッドによると、区別はかならずしも前方舌根性によって行われるのではなく、喉頭の高さによって咽頭の容量を変えることもあるという。このため「前方舌根性」という用語はやや不適当であり、咽頭の拡張 (Expanded) のような用語に変えた方がいいともいう。
東アフリカのナイル諸語であるナンディ語（Nandi; ケニアで話されるカレンジン語の一つ）では5種類の母音（/i/, /e/, /a/, /o/, /u/）に前方舌根性の有無の区別があり、マサイ語（ケニアおよびタンザニア）でも4種類の母音（/i/, /e/, /o/, /u/）に前方舌根性の有無の区別と母音調和が見られる。

## はり・ゆるみと前方舌根性
西アフリカ以外で前方舌根性が弁別的素性として関与するかどうかは長年にわたって大きな問題だった。たとえば英語やドイツ語などのゲルマン語派に見られる、はり母音[i u]とゆるみ母音[ɪ ʊ]の対立（緊張音を参照）と前方舌根性の関係が取りざたされた。しかし、ラディフォギッドとマディソンによると、アカン語では舌の高さと独立に舌根が前後に動くのに対して英語やドイツ語では舌根の動きと高さに相関関係があり、母音のはり・ゆるみと前方舌根性は別物と考えるべきだという。